# Estación de Portela de Sintra
La Estación Ferroviaria de Portela de Sintra, también conocida como Estación de Portela de Sintra, es una estación de la Línea de Sintra de la red de convoyes suburbanos de Lisboa, en Portugal.
- Datos: Q4120785
- Multimedia: Portela de Sintra train station / Q4120785